# دافي
دافي (1869 - ) (بالإنجليزية: Davy)‏ هو لاعب كريكت بريطاني.